# DNK stega
DNK stega, poznata i kao klizeća stega, je proteinska struktura koja služi kao faktor progresije DNK replikacije. Ona je kritična komponenta DNK polimeraze III. Klamfa se vezuje za DNK polimerazu i sprečava disocijaciju tog enzima sa templata DNK lanca. Protein–protein interakcije između stege i proteaze su jače i specifičnije nego direktne interakcije između polimeraze i templeta, DNK lanca. Jedan od korak koji ogračava brzinu reakcije DNK sinteze je vezivanje polimeraze sa DNK templetom, te prisustvo klizeće stege dramatično povećava broj nukleotida koje polimeraza može da doda u rastući lanac tokom pojedinačnog vezivanja. Prisustvo DNK stege može da povisi brzinu DNK sinteze oko 1.000 puta.

## Literatura
- Watson JD, Baker TA, Bell SP, Gann A, Levine M, Losick R (2004). Molecular Biology of the Gene. San Francisco: Pearson/Benjamin Cummings.

## Spoljašnje veze
- - DNK stega
- clamp+protein+DnaN,+E+coli на 